# Xã đặc quyền Ann Arbor, Michigan
Xã Ann Arbor (tiếng Anh: Ann Arbor Township) là một xã thuộc quận Washtenaw, tiểu bang Michigan, Hoa Kỳ. Năm 2010, dân số của xã này là 4.361 người.